# Итуасу
Итуасу (порт. Ituaçu)  —  муниципалитет в Бразилии, входит в штат Баия. Составная часть мезорегиона Юго-центральная часть штата Баия. Входит в экономико-статистический микрорегион Брумаду. Население составляет 17 833 человека на 2006 год. Занимает площадь 1216,149 км². Плотность населения — 14,7 чел./км².

## Статистика
- Валовой внутренний продукт на 2003 год составляет 30 951 481,00 реалов (данные: Бразильский институт географии и статистики).
- Валовой внутренний продукт на душу населения на 2003 год составляет 1774,03 реала (данные: Бразильский институт географии и статистики).
- Индекс развития человеческого потенциала на 2000 год составляет 0,619 (данные: Программа развития ООН).

## География
Климат местности: полупустыня.